# Rhizopogon subgelatinosus
Rhizopogon subgelatinosus är en svampart som beskrevs av A.H. Sm. 1966. Rhizopogon subgelatinosus ingår i släktet Rhizopogon och familjen hartryfflar.   Inga underarter finns listade i Catalogue of Life.